# Giuseppe Giacomo Gambino
Giuseppe Giacomo Gambino (Palermo, 21 de mayo de 1941-Milán, 30 de noviembre de 1996) fue miembro de la mafia, conocido como u tignusu (el calvo), y jefe del mandamento de San Lorenzo.
Durante la Segunda guerra de la mafia, a principios de 1980, formaba parte del grupo de asesinos de los corleonesi junto a Mario Prestifilippo, Filippo Marchese, Vincenzo Puccio, Gianbattista Pullarà, Giuseppe Lucchese, Pino Greco y Nino Madonia.
A partir de 1983, tras el asesinato de Rosario Riccobono, Gambino se convirtió en miembro de la Comisión como prueba de su estrecha amistad con Totò Riina, del cual fue desde siempre uno de sus hombres más leales.
Gambino estaba implicado en el asesinato de los jueces antimafia Giovanni Falcone y Paolo Borsellino, así como del prefecto Carlo Alberto Dalla Chiesa, del juez Rocco Chinnici y en otros delitos. Se suicidó en 1996 a los 55 años tras haber sido encarcelado en la prisión de San Vittore en Milán.
- Datos: Q3770674